# Guaràmides
Els Guaràmides (en georgià: გურამიანნი) o dinastia Guaràmida fou una branca jove de l'antiga casa reial d'Ibèria coneguda sota el nom dels « cosròides ».

## Origen
El terme « Guaramida » és un neologisme introduït per Cyril Toumanoff en els seus treballs; encara que no sigui reconegut pel conjunt dels historiadors, és habitualment utilitzat sobretot en la historiografia anglosaxona sota la forma « Guaramid ».
Cyrille Toumanoff ha originat el concepte de « Guaràmida » quan ha recusat la tesi tradicional sostinguda sobretot en la Crònica georgiana  que feia del « curopalata Guaram » un « Bagràtida pur », fill d'un emigrat jueu anomenat Salomó, descendent del rei David, i d'una princesa cosròida, que hi hauria ser escollit com a rei d'Ibèria perquè « la descendència dels fils de Gurgalan (sic) s'havia extingit ».
Una altra tradició feia d'aquest mateix Guaram un fill de Bagrat i el net i homònim d'un altre Guaram, espòs d'una filla de Vakhtang I Cap de Llop d'Ibèria, que a més hauria estat l'ancestre a la cinquena generació d'Adarnases, el pare d'Achot I d'Ibèria.
En la seva demostració, Cyrille Toumanoff, que agafa com a suport la versió armènia de l'origen dels Bagràtides, considera que aquesta dinastia no es va implantar a Ibèria fins al final del segle viii amb el príncep Vasaces Bagratuní, fill del príncep d'Armènia Asoci II Bagratuní, i el seu propi fill Adarnases que, per fugir la repressió àrab després de la batalla de Bagrevand el 772/775, es va refugiar a Ibèria.

## Història
Segons Cyril Toumanoff, els « Guaràmides » s'originen doncs del llinatge de Guaram o Gorgenes I, net del rei Vakhtang I d'Ibèria per la seva esposa romana d'Orient, que hauria obtingut a títol hereditari els principats de Javakètia i Calarzene.
Els Guaràmides van regnar a continuació amb el títol de príncep-primat d'Ibèria durant tres períodes (588-627, 684-748 i 779/780-786) com vassalls de l'Imperi Romà d'Orient o del Califa àrab. Tres d'entre ells porten igualment el títol romà d'Orient de curopalata.
Els Guaràmides van concloure aliances matrimonials amb les altres principals famílies de prínceps d'Ibèria, els cosròides, els nersiànides i els bagràtides. En aquest últim cas, la unió de la filla de Guaram III d'Ibèrie amb el príncep armeni Vasaces refugiat a Ibèria és a l'origen de la dinastia nacional georgiana dels Bagration.
Després de l'extinció de la família dels Guaràmides, els seus territoris patrimonials foren la base de la potència dels bagràtides a Ibèria. Un germà d'Achot I d'Ibèria va portar el nom de Gurguèn (una variant de Guaram) i un dels seus fils porta el nom significatiu de Guaram en recorda d'aquesta aliança prestigiosa.

## Prínceps-primats d'Ibèria de la dinastia dels Guaràmides
- Guaram I d'Ibèria (588-c. 590) ;
- Esteve I d'Ibèria (c. 590-627) ;
- Guaram II d'Ibèria (684-c. 693) ;
- Guaram III d'Ibèria (vers 693- 748) ;
- Esteve II d'Ibèria (779/780-786).